# Ilusão de Zöllner

'

A ilusão de Zöllner é uma ilusão óptica cujo nome deriva do seu descobridor, o astrofísico alemão Johann Karl Friedrich Zöllner. Em 1860, Zöllner revelou a sua descoberta numa carta dirigida ao físico e académico Johann Christian Poggendorff, editor da revista Annalen der Physik und Chemie
A ilusão refere-se ao facto, na imagem, de as linhas parecerem não ser paralelas quando de facto o são.